# Бартош, Николай Олегович
Николай Олегович Бартош (род. 9 сентября 1956 года) — советский и российский учёный-медик, член-корреспондент РАО (2006).

## Биография
В 1979 году окончил 1-й Московский медицинский институт имени И. М. Сеченова по специальности «лечебное дело». С 1979 по 1982 гг. — аспирант кафедры анатомии человека 1-го ММИ им. И.М. Сеченова.
В 1982-1987 гг. — ассистент, в 1987-1989 гг. — старший преподаватель, в 1989-1997 гг. — доцент, в 1997-2010 гг. — профессор кафедры анатомии человека 1-го ММИ (ММА) им. И.М. Сеченова.
В 1983 г. защитил диссертацию на соискание ученой степени кандидата медицинских наук «Анатомия синусов и их взаимоотношения со структурными элементами в брыжеечных лимфатических узлах взрослого человека», в 1996 г. защитил диссертацию на соискание ученой степени доктора медицинских наук «Анатомо-экспериментальное исследование некоторых органов иммунной системы при аутотрансплантации конечности».
В 1990 г. присвоено учёное звание "доцент", а в 1997 - "профессор".
В 1989-1998 гг. — заместитель декана по учебной работе 1 лечебного факультета 1-го ММИ (ММА) им. И.М. Сеченова. В 1997-1998 гг. — ответственный секретарь приемной комиссии ММА им. И.М. Сеченова. В 1998-2010 гг. — проректор по учебной работе ММА им. И.М. Сеченова.
В 2006 году избран членом-корреспондентом Российской академии образования, состоит в Отделении профессионального образования.

## Научная деятельность
Сфера научных интересов: морфология органов иммунной системы в норме и в эксперименте, управление в системе непрерывного медицинского образования, преподавание медицины в высшей школе, развитие высшего медицинского образования.
Автор более 100 научных трудов.
Под руководством Бартоша Н.О. подготовлено и защищено 2 диссертации на соискание учёной степени кандидата медицинских наук.

## Награды
- Медаль ордена «За заслуги перед Отечеством» II степени (2008)[2]
- Премия Президента Российской Федерации в области образования (в составе группы, за 1999 год) — за создание новой методики преподавания анатомии для медицинских высших учебных заведений[3]